# マキノトーキー製作所
マキノトーキー製作所（マキノトーキーせいさくしょ、1935年11月 設立 - 1937年4月 解散）は、かつて京都に存在した映画会社である。
当時27歳の映画監督・マキノ正博が、自ら開発した録音機材を投入して設立した初期のトーキー映画のプロダクションであり、1936年9月に組織変更しマキノトーキー株式会社となったが、短命に終わった。

## 略歴・概要

### 前史 技術開発者マキノ
マキノの父・牧野省三は早くからトーキーに取り組んでおり、マキノ・プロダクション時代の1929年（昭和4年）にはディスク式トーキー作品『戻橋』（監督マキノ正博）を製作、全国的なヒットを生んだが、興行の現場では映写技師がシンクロに苦労し、苦情が殺到していた。
1931年（昭和6年）に松竹が「国産初のトーキー映画」とされる『マダムと女房』（監督五所平之助）を発表、翌1932年（昭和7年）から松竹、日活、月形陽候プロダクション、片岡千恵蔵プロダクション、新興キネマ、新映画社、音映の各社が数本ずつのオール・トーキー、サイレント映画にトーキー部分を織り込んだパート・トーキー、サイレントに音楽や活弁を収録したサウンド版を製作しはじめた。
1933年（昭和8年）、マキノ正博は、亡くなった父・省三の代からの横田永之助との確執から日活を馘首された。これからはトーキーだと確信していたマキノは、退職金の2,000円（当時）の半分を握って上京、日本国粋会の太田進一率いる牛込区神楽坂（現在の新宿区神楽坂）の音映で、同社の技術スタッフたちとともに録音・撮影機材の研究・開発に没頭した。新機材を開発したマキノは、音映の京都支社を新設して、録音技師として各社の下請けをし、録音技術の研鑽を積んだ。
1935年（昭和10年）、神戸の千鳥興業の専務取締役宗田政雄が京都のマキノを訪れ、「月間トーキー2本、サウンド版2本、年間48プログラム」の生産ペースを前提に、配給と製作費の出資をする旨の申し入れをした。ついては12月中旬から第1作を公開したいので、11月からクランクインしてほしいというこの申し入れに、マキノは考え込んだが、笹井末三郎が撮影所用地を調達して励まし、マキノはついに新会社設立の決意をした。

### 安価なトーキーの量産
同年11月に設立に先駆け、10月末には設立の発表がなされた。第1回作品は澤村國太郎と原駒子の主演、マキノ監督によるトーキー映画『江戸噺鼠小僧』で、撮影所が建設中のため、新興キネマ京都撮影所のステージを借りて撮影を行い、同年12月18日に公開された。同年12月末、太秦帷子ヶ辻中開町（現在の右京区太秦堀ヶ内町）にマキノトーキー撮影所が開設となった。
1936年（昭和11年）1月、同社の陣容を発表した（以下抜粋、一部追記）。
- 撮影所長　マキノ正博
- 理事　笹井末三郎
- 所長秘書[2]・人事部　楠五郎
- 経理部　田丸重雄、笹井武彦
- 製作部　伊東弘
- 進行部　響庭寅蔵[2]、片山伸二[2]
- 監督部　松田定次、広瀬五郎、久保為義、根岸東一郎、中川信夫[2]
- 脚本部　比佐芳武、千治喬（千治喬二[2]）、山下元、波多謙治、山本正夫[2]
- 技術部　大森伊八、大塚周一、藤井春美、柾木四平
- 照明部　山下直一[2]
- 小道具部　長尾淑[2]
- 大道具部　川村鬼世志[2]
- 助監督部　姓丸浩、平尾善夫、藤本脩一郎、駒沢雅夫、宮城文夫、佐々木勘一郎
- 編集部　宮本信夫、井上秋江、井上貞子
- 技芸部男優　月形龍之介、澤村國太郎、中野英治、光岡龍三郎、葉山純之輔、谷譲二、ジョー・オハラ[2]、大泉慶治[2]、榊田敬治[2]、清水英朗[2]
- 技芸部女優　マキノ智子、松浦築枝、原駒子、山縣直代、マキノ博子、花房銀子[2]、藤代朝子[2]
- 企画部　松山英夫、岡本潤、中川信夫、坂田重則ほか

※後に参加したキャスト
- 技芸部男優　志村喬、団徳麿、田村邦男、光岡龍三郎、水原洋一、浅野進二郎、廣田昂、椿三四郎、雲井龍之介、林誠太郎、大内弘、坂内永三郎ほか
- 技芸部女優　大久保清子、大倉千代子、月澄江、大内照子、桜井京子、久松三津枝ほか

撮影所が開所してわずか1か月の同月末、すでに通算9本を完成、4本の映画にとりかかっていた。やがてサウンド版はやめ、安価なトーキーを月間4本ペースで製作した。しかし、新興キネマから東宝へ移籍した森田信義プロデューサーからの要請で、同年4月に月形を東宝にレンタルしたところ、帰ってこなかった。森田は、マキノトーキー第1作を「山本正夫」名義で書いた人物である。また同じ時期、吉本興業（東京吉本）の林弘高の紹介で東宝の滝村和男に数日間、トーキーを学ぶ名目で撮影所に出入りさせたところ、『涯なき航路』の富士でのロケ先に滝村が現れ、中野英治や山縣直代ら数人を引き抜き、東京へ連れて行かれてしまう。
東京の映音の太田進一社長、マキノトーキー理事の笹井末三郎、千鳥興業の宗田政雄、マキノトーキー企画部長の松山英夫、所長のマキノの首脳会議により、株式会社化を決議、同年9月、組織変更を行い、同社は「マキノトーキー株式会社」となる。同時期の前年末以来の通算生産本数は、オール・トーキー26本、パート・トーキー2本、サウンド版2本であり、総製作費の千鳥興業のマキノトーキーへの支払額が40万5,000円、マキノトーキーの立替額が45万円であったのでその精算を行い、千鳥とマキノで資本金を折半し、撮影所と千鳥興業配給とその神戸事務所を株式会社化したのであった。その後も製作は配給所が負担するという条件が確認された。またこの翌月10月1日から、従来千鳥興業が配給していた、西宮の甲陽映画の配給をマキノトーキーが配給することとなった。
同年末、株式会社化以降の通算生産本数は、オール・トーキー22本とスペアとしてのサウンド版1本であった。笹井が自ら経営する賃貸物件の土地建物を売却して調達した2万円を経理部長の田丸に渡し、全従業員の年末賞与とした。年中無休のマキノトーキーはようやく年末年始休暇をとった。

### 終焉
1937年（昭和12年）1月8日に千鳥興業の宗田専務が製作費をもって現れたが、製作過剰による千鳥からの資金ショートはなかなか緩和されなかった。同月、350名のアナキストの大量検挙が行われ、笹井は逮捕されなかったが行方不明となった。同年2月、松竹・日活・新興キネマ・大都映画・マキノトーキーの五社協定を組んで、前年6月設立の「東宝映画配給」をボイコットしようという申し入れをマキノは黙殺した。千鳥興業からの製作資金は6本分でショートした。千鳥興業の財産として、オール・トーキー58本、パート・トーキー2本、サウンド版6本の製作物、撮影所と機材が残った。
製作中のマキノ正博（「牧陶六」名義）監督作『遊侠太平記』はマキノ個人資金で製作、中川信夫監督作『旗本五人男 大江戸の鳶』は松山企画部長が東京で配給権を売却し、これを退職金とした。また『瀧の白糸』の譲渡金も従業員の退職金に引き当てた。そのころ京都駅に戻ってきた笹井とマキノとの密談で、同年4月の同社解散を決めた。
監督部の久保為義はJ.O.スタヂオへ、松田定次、広瀬五郎、姓丸浩、宮城文夫は永田雅一所長率いる新興キネマ京都撮影所へ、技術部も新興キネマへ移籍したが、大森伊八カメラマンはもともといた映音へ戻った。技芸部（俳優）は、トーキーに通用する役者たちなので引く手はあまたであり、葉山純之輔、大内弘ら大半は新興キネマへ、澤村國太郎、光岡龍三郎、そして第二次入社組の水原洋一、田村邦男、團徳麿、志村喬、大倉千代子、大久保清子らは日活へ行くことになる。
同年4月の初めの夕刻、撮影所内の通称「マキノトーキー広場」で解散式を行った。解散式には月形龍之介も現れた。同社の看板を火に投じ、樽酒を飲み干し、『マキノトーキー社歌』を歌った。この時点で『遊侠太平記』は未完成であり、完成後の同年8月5日、日活京都撮影所作品として公開された。
マキノは、比佐芳武の書いた吉川英治原作の『恋山彦』の脚本を手に、再び横田更迭後の日活に入社した。松竹から阪東妻三郎を譲り受け、入社第1作として阪東主演で『恋山彦 風雲の巻』を監督、また千恵プロを解散した片岡千恵蔵や元マキノトーキーの志村喬らとミュージカル映画『鴛鴦歌合戦』（1939年）を監督するのはこの後の話である。
トーキー設備をもつマキノトーキー撮影所は、「甲陽映画」から独立した今井理輔の「今井映画製作所」となり22本を製作したが、同社も翌1938年（昭和13年）春には解散した。同撮影所はのちに松竹京都撮影所となった。新興キネマに行ったはずの広瀬五郎は今井映画で4本撮っており、東宝京都撮影所に行った中川信夫も1本シナリオを書いている。

## フィルモグラフィ

### 製作
製作と録音は68作すべてマキノ正博である。東京国立近代美術館フィルムセンター（NFC）所蔵等の上映用プリントの現存状況についても記す。
千鳥興行配給
- 『江戸噺鼠小僧』 : 監督マキノ正博、共同監督久保為義、原作月形龍之介、脚本山本正夫（森田信義）、撮影大森伊八、主演沢村国太郎・原駒子、1935年12月18日公開 - 第1回作品、時代劇
- 『無鉄砲選手』 : 監督根岸東一郎、原作・脚本小林正、撮影柾木四平、主演中野英治・山縣直代、1935年公開 - 現代劇、15分の部分が現存（NFC所蔵[7]）

- 『女侠客奴の小万』 : 監督広瀬五郎、原作・脚本比佐芳武、主演原駒子・光岡竜三郎、1936年1月1日公開
- 『花の春遠山桜』 : 監督松田定次・マキノ正博、原作山本正夫（森田信義）、脚本立春大吉（マキノ正博）、主演月形龍之介・沢村国太郎、1936年1月8日公開
- 『浪人天国』 : 監督久保為義、原作・脚本比佐芳武、主演沢村国太郎・光岡竜三郎、1936年1月19日公開
- 『最後の土曜日』 : 監督田丸重雄・マキノ正博、原作秦六造（マキノ正博）、脚本田丸重雄、主演中野英治・山縣直代、1936年1月24日公開
- 『白浪五人男』 : 監督久保為義・マキノ正博、原作・脚本立春大吉（マキノ正博）、主演月形龍之介・沢村国太郎、1936年1月24日公開
- 『復活への道』 : 監督根岸東一郎、原作・脚本田宮坊、主演中野英治・山縣直代、1936年2月7日公開
- 『旅の馬鹿安』 : 監督松田定次、原作長谷川伸、脚本比佐芳武、主演沢村国太郎・水原洋一、1936年2月7日公開
- 『國定忠治 信州子守唄』 : 監督マキノ正博、原作伊藤大輔、脚本千々喬一・マキノ正博、主演月形龍之介・沢村国太郎、1936年2月18日公開 - 19分の部分が現存（NFC所蔵[8]）
- 『切られお富』 : 監督広瀬五郎、原作小竹小虎、脚本山本正夫、主演原駒子・月形龍之介、1936年3月1日公開
- 『松平外記』 : 監督松田定次、原作・脚本比佐芳武、主演沢村国太郎・山縣直代、1936年3月8日公開 - 30分の復元版が現存（NFC所蔵[9]）
- 『丹下左膳 乾雲必殺の巻 第一篇』 : 監督マキノ正博、応援監督久保為義・松田定次・広瀬五郎、原作林不忘、脚本比佐芳武、潤色伊藤大輔、主演月形龍之介・沢村国太郎、1936年3月15日公開
- 『丹下左膳 坤竜呪縛之巻』 : 監督マキノ正博、応援監督久保為義・松田定次・広瀬五郎、原作林不忘、脚本比佐芳武、潤色伊藤大輔、主演月形龍之介・沢村国太郎、1936年4月1日公開
- 『恋慕の砧』 : 監督マキノ正博、原作長谷川伸、脚本比佐芳武、主演原駒子・沢村国太郎、1936年4月6日公開
- 『次郎長裸旅』 : 監督久保為義・マキノ正博、脚本立春大吉（マキノ正博）、主演葉山純之輔・光岡竜三郎・原駒子、1936年4月15日公開 - 30分の復元版が現存（NFC所蔵[10]）
- 『三ン下剣法』 : 監督マキノ正博・根岸東一郎・久保為義、原作・脚本比佐芳武、主演沢村国太郎・葉山純之輔、1936年4月22日公開
- 『加賀見山』 : 監督根岸東一郎・マキノ正博、原作立春大吉（マキノ正博）、脚本玉江竜二、主演原駒子・松浦築枝、1936年4月29日公開 - 51分の復元版が現存（NFC所蔵[11]）
- 『弥太郎笠 前篇』 : 監督松田定次・マキノ正博、原作子母沢寛、脚本立春大吉（マキノ正博）、主演沢村国太郎・葉山純之輔、1936年5月14日公開
- 『旅と春風』 : 監督田丸重雄、原作・脚本山下元、主演団徳麿・桜井京子、1936年5月22日公開
- 『平仮名恋愛帖』 : 監督根岸東一郎・マキノ正博、原作・脚本立春大吉（マキノ正博）、主演水原蛟一郎・達美洋子、1936年5月28日公開
- 『黒蜻蛉』 : 監督久保為義、原作瀬川春郎、脚本山本正夫、主演月形龍之介・大倉千代子、1936年6月5日公開 - 5分の断片が現存（NFC所蔵[12]）
- 『江戸の花和尚』 : 監督根岸東一郎・マキノ正博、原作長谷川伸、脚本比佐芳武、主演沢村国太郎・坂内永三郎、1936年6月13日公開
- 『浅右衛門兄弟』 : 監督広瀬五郎、原作邦枝完二、脚本波多謙次・玉江竜二、主演浅野進二郎・葉山純之輔、1936年6月20日公開
- 『修羅八荒 第一篇』 : 監督マキノ正博、応援監督中川信夫、原作行友李風、脚本波多謙次、主演葉山純之輔・光岡竜三郎、1936年7月1日公開
- 『芝浜の革財布』 : 監督根岸東一郎・マキノ正博、原作・脚本桐島雄吉、主演田村邦男・松浦築枝、1936年7月8日公開 - 31分の復元版が現存（NFC所蔵[13]）
- 『江戸育ちお祭佐七』 : 監督松田定次、原作・脚本玉江竜二、主演沢村国太郎・月澄江、1936年7月15日公開
- 『修羅八荒 第二篇』 : 監督マキノ正博・久保為義、原作行友李風、脚本比佐芳武、主演葉山純之輔・光岡竜三郎、1936年7月15日公開 - 8分の断片が現存（NFC所蔵[14]）
- 『艶福佐官侍』 : 監督根岸東一郎、原作田丸重雄、脚本玉江竜二、主演田村邦男・達美笑子、1936年7月31日公開
- 『修羅八荒 第三篇』（『修羅八荒 終篇』） : 監督マキノ正博・中川信夫、原作行友李風、脚本波多謙次、主演葉山純之輔・光岡竜三郎、1936年7月31日公開 - 6分の断片が現存（NFC所蔵[15]）
- 『八州侠客陣』 : 監督マキノ正博・広瀬五郎・根岸東一郎、原作比佐芳武、脚本原健一郎、主演沢村国太郎・大内弘、1936年8月7日公開
- 『弥太郎笠 後篇』 : 監督松田定次、原作子母沢寛、脚本立春大吉（マキノ正博）、主演沢村国太郎・月澄江、1936年8月14日公開
- 『まんじ蜘蛛』 : 監督久保為義、原作佐々木味津三、脚本比佐芳武、主演原駒子・水原蛟一郎、1936年8月29日公開
- 『裸の礫』 : 監督松田定次・広瀬五郎・根岸東一郎、原作・脚本比佐芳武、主演大内弘・団徳麿、1936年9月5日公開
- 『怪盗影法師』 : 監督マキノ正博、原作・脚本比佐芳武、主演大内弘・大倉千代子、1936年9月23日公開
- 『槍持街道』（『槍持道』） : 監督中川信夫、原作辻原健之助、脚本立春大吉（マキノ正博）、主演田村邦男・葉山純之輔、1936年9月23日公開

自主配給
- 『ごろんぼ街』 : 監督根岸東一郎・マキノ正博、原作・脚本玉江竜二、主演沢村国太郎・大倉千代子、1936年10月15日公開 - 66分の復元版が現存（NFC所蔵[16]）
- 『喧嘩大明神』 : 監督・原作・脚本マキノ陶六（マキノ正博）、主演沢村国太郎・原駒子、1936年10月15日公開
- 『歌舞伎剣法』 : 監督松田定次、脚本千治喬一、主演田村邦男・月澄江、1936年10月15日公開
- 『侠艶録』 : 監督広瀬五郎、原作佐藤紅緑、脚本波多謙次、主演原駒子・椿三四郎・団徳麿、1936年10月15日公開
- 『流れ雲三度笠』 : 監督姓丸浩・マキノ正博、原作・脚本牧野陶六（マキノ正博）、主演大内弘・月澄江、1936年10月23日公開
- 『忠治血笑記』 : 監督久保為義・マキノ正博、原作伊藤大輔、脚本比佐芳武、主演葉山純之輔・光岡竜三郎・原駒子、1936年10月30日公開
- 『忍術猛獣国探検』 : 監督牧野陶六（マキノ正博）、原案マキノトーキー特殊映画部、脚本不明、主演団徳麿・光岡竜三郎、1936年10月31日公開
- 『舞扇』 : 監督広瀬五郎・マキノ正博、原作北原綾子、脚本牧陶六（マキノ正博）、主演大倉千代子・久松美津江（久松三津枝）、1936年11月14日公開
- 『決戦荒神山』 : 監督牧陶六（マキノ正博）、原作・脚本比佐芳武、主演沢村国太郎・葉山純之輔、1936年11月14日公開
- 『忠烈肉弾三勇士』 : 監督マキノ正博、脚本不明、主演志村喬・水原蛟一郎、1936年11月29日公開
- 『忠治活殺剱』（『忠治活殺剣』） : 監督久保為義・マキノ正博、原作伊藤大輔、脚本比佐芳武、主演清水英太朗・大久保清子・島津勝二、1936年12月6日公開 - 58分の復元最長版が現存（NFC所蔵[17]）
- 『赤垣源蔵 徳利の別れ』（『赤垣源蔵』） : 監督マキノ正博・平尾善夫、脚本不明、主演沢村国太郎・松浦築枝・花野国子、1936年12月13日公開 - 38分の復元版が現存（NFC所蔵[18]）
- 『初鳶櫓音頭』 : 監督・原作・脚本牧陶六（マキノ正博）、主演沢村国太郎・葉山純之輔、1936年12月31日公開
- 『涯なき航路』（『涯てしなき航路』） : 監督田丸重雄、脚本不明、主演中野英治・山縣直代、1936年公開 - サウンド版
- 『荒川の佐吉』 : 監督マキノ正博、脚本立春大吉（マキノ正博）、主演沢村国太郎・光岡竜三郎・団徳麿、1936年製作
- 『妖術白縫変化』 : 監督・原作・脚本牧陶六（マキノ正博）、主演原駒子・葉山純之輔・大内照子、1937年1月5日公開
- 『青春五人男 前篇』 : 監督マキノ正博、応援監督姓丸浩、原作サトウハチロー、脚本大船麟太郎、主演田村邦男・水原蛟一郎、1937年1月10日公開
- 『竜虎槍騎隊 前篇』 : 監督広瀬五郎、原作・脚本立春大吉（マキノ正博）、主演大内弘・久松三津枝・志村喬、1937年1月10日公開
- 『刀を抜いて』 : 監督松田定次、原作岡本一平、脚本千治喬一、主演沢村国太郎・光岡竜三郎、1937年1月15日公開
- 『竜虎槍騎隊 後篇』 : 監督姓丸浩、原作・脚本立春大吉（マキノ正博）、主演大内弘・志村喬・久松三津枝、1937年1月15日公開
- 『神州斬魔剣』 : 監督姓丸浩、原作・脚本波多謙次、主演清水英太朗・水島ひで子、1937年1月24日公開
- 『青春五人男 後篇』 : 監督マキノ正博・姓丸浩、原作サトウハチロー、脚本大船麟太郎、主演田村邦男・水原蛟一郎、1937年1月24日公開
- 『二階の花嫁』 : 監督久保為義、原作・脚本田丸重雄、主演田村邦男・島津勝二、1937年1月31日公開
- 『旗本八萬騎』 : 監督中川信夫、原作・脚本比佐芳武、主演沢村国太郎・団徳麿、1937年1月31日公開
- 『本朝怪猫伝』 : 監督坂田重則、原作・脚本千治喬一、主演葉山純之輔・椿三四郎、1937年2月7日公開
- 『女左膳 第一篇妖火の巻』 : 監督中川信夫・マキノ正博、原作・脚本比佐芳武、主演原駒子・葉山純之輔、1937年2月14日公開
- 『瀧の白糸』 : 監督広瀬五郎、原作泉鏡花、脚本波多謙治、撮影藤井春美、主演久松三津枝・大内弘・団徳麿・志村喬、1937年2月18日公開
- 『喧嘩菩薩』 : 監督・原作・脚本牧陶六（マキノ正博）、主演清水英太朗・大久保清子・マキノ博子、1937年2月28日公開 - 29分の復元版が現存（NFC所蔵[19]）
- 『女左膳 第二篇魔剣の巻』 : 監督中川信夫・マキノ正博、原作・脚本比佐芳武、主演原駒子・葉山純之輔、1937年2月28日公開
- 『都会の娘』（『都会の狼』） : 監督山下元、原作・脚本玉江竜二、主演水原蛟一郎・東明嘉子・島津勝二・月澄江、1937年3月10日公開
- 『花婿百万石』 : 監督マキノ正博、応援監督姓丸浩、原作・脚本浅井漣太郎、主演田村邦男・葉山純之輔・大久保清子・大和久乃、1937年3月10日公開
- 『旗本五人男 大江戸の鳶』 : 監督中川信夫、主演沢村国太郎・団徳麿、1937年製作
- 『遊侠太平記』 : 監督牧陶六（マキノ正博）、原作海音寺潮五郎、脚本玉江竜二、主演沢村国太郎・久松三津枝、1937年製作 - 日活京都撮影所作品として同年8月5日公開

### 配給のみ
マキノトーキー製作所は千鳥興業に代わって自主配給を開始するとともに、1936年（昭和11年）10月1日から、西宮の甲陽映画の製作物の配給を千鳥興業に代わって行った。下記は同社が配給した作品の一覧であり、すべて製作は「甲陽映画」、配給は「マキノトーキー製作所」である。
- 『どくろ大明 第一篇』 : 監督下村健二、原作久我荘太郎、脚本真垣双葉、撮影古林耕児、出演羅門光三郎・大津竜太郎・桜井京子、1936年10月1日公開
- 『どくろ大明 第二篇』 : 監督高見貞衛、原作久我荘太郎、脚本真垣双葉、撮影古林耕児、出演羅門光三郎・大津竜太郎・桜井京子、1936年10月8日公開
- 『どくろ大明 第三篇』 : 監督下村健二、原作久我荘太郎、脚本真垣双葉、撮影古林耕児、出演羅門光三郎・大津竜太郎・桜井京子、1936年10月23日公開
- 『旅鴉時雨街道』 : 監督勝見雅之、原作梶井杢太郎、脚本小鍛治泰祐、撮影古林耕児、出演羅門光三郎・大塚田鶴子・金井憲太郎・林寛・鳴戸史郎、1936年11月2日公開
- 『若殿三勇士』 : 監督高見貞衛、原作立川文人、脚本小鍛治泰助、撮影荒木慶彦、出演大津竜太郎・桜井京子、1936年11月7日公開
- 『熱血御陣河原』 : 監督下村健二、原作伊井忠正、脚本小鍛治泰祐、撮影吉田俊作、出演大津竜太郎・浪路千賀子・桜井京子、1936年11月29日公開
- 『謎の影法師』 : 監督高見貞衛、原作伊井忠正、脚本小鍛治泰祐、撮影荒木慶良（荒木慶彦）、出演羅門光三郎・桜井京子・大塚田鶴子、1936年12月13日公開
- 『爆走白馬隊 前篇』 : 監督・原作・脚本下村健二、撮影吉田俊作、出演羅門光三郎・川端繁・桜井京子・大塚田鶴子、1936年12月31日公開
- 『爆走白馬隊 後篇』 : 監督・原作・脚本下村健二、撮影吉田俊作、出演羅門光三郎・桜井京子・大塚田鶴子、1937年1月5日公開